# Publicité virtuelle

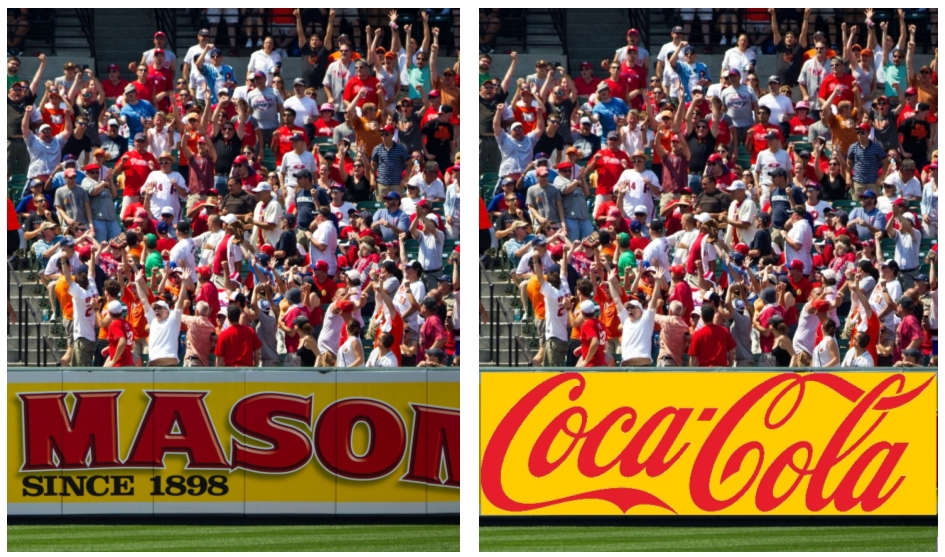
Publicité virtuelle (example)

La publicité virtuelle est le procédé, utilisé dans le domaine de la télédiffusion, qui permet de remplacer des publicités réelles (panneaux au bord d'un stade, logos sur un plateau de télévision) par des images publicitaires qui apparaissent, à l'écran, par-dessus ces publicités afin de les remplacer aux yeux du téléspectateur qui a l'impression que cette publicité est réellement au bord du stade.

## Utilisation
Les droits des publicités aux abords d'un stade étant souvent la propriété du club local, les diffuseurs télévisés ont tout intérêt à remplacer ces publicités à l'écran puisqu'ils en détiennent les droits et que le public susceptible de les voir est beaucoup plus large que les gens dans le stade.
Par exemple, la Fox Sports Net place des publicités virtuelles sur la vitre derrière le goal au hockey sur glace, cette publicité n'est visible qu'à la télévision. Il en est de même pour la chaîne RDS au Québec. 
Ces technologies sont également utilisées dans la retransmission de sports à l'étranger: un match espagnol sera diffusé au Mexique avec des publicités mexicaines.
Enfin, les nouveaux médias, tels que les smartphones, commencent à utiliser cette technologie avec des droits publicitaires spécifiques.

## Technologie
Pour permettre cette insertion, plusieurs technologies sont indispensables: reconnaissance automatique des limites du terrain de jeu, détection des plans de coupe, reconnaissance de la surface de jeu.
Un opérateur est généralement dédié à cette opération mais on utilise de plus en plus l'Opérateur LSM à cet effet.

## Systèmes commerciaux
- EpsioAir de EVS